# 小櫻一家

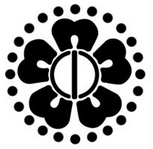
小櫻一家的代紋

四代目小櫻一家，本部設立於鹿兒島市甲突町9-24，日本的指定暴力團。組織正式成員約50人（2022年12月）、勢力範圍：鹿兒島縣；1縣。
1948年，在鹿兒島有「小櫻之龍」外號的大里清藏，在二次世界大戰後於鹿兒島組成愚連隊系（流氓組織）的小櫻組。後來二代目為片平 孝。1969年，神宮司文夫繼承三代目。
神宮司繼承三代目的同時，將小櫻組改稱為「小櫻一家」，而在擴大勢力的同時，也規定不容許其他黑道勢力進來鹿兒島縣內，自己所屬勢力也不會踏進別的縣市，這是小櫻一家獨特的組織方針。而現在的小櫻一家也開始與山口組等其他勢力保持友好關係。
1988年10月，平岡喜榮繼承四代目到現在。1992年7月，鹿兒島縣公安委員會將小櫻一家列為指定暴力團。

## 歷代總長
- 初代目：「小櫻之龍」大里清蔵
- 二代目：片平 孝
- 三代目：神宮司文夫
- 四代目：平岡喜榮（平岡組初代組長）

## 最高幹部
(2016)
- 總長・平岡喜榮
- 若頭 - 冨尾裕一
- 本部長 - 長田末成
- 慶弔委員長 - 澤秋良

| 會社名         | 郵便番號       | 本部住所                               |
| -------------- | -------------- | -------------------------------------- |
| 四代目小櫻一家 | 番號〒892-0837 | 鹿兒島縣鹿兒島市甲突町9-1 小櫻ビル     |
| 二代目鶴勝組   | 〒892-0834     | 鹿兒島縣鹿兒島市南林寺町27-24 鶴勝ビル |
| 吉田組         | 〒892-0834     | 鹿兒島縣鹿兒島市南林寺町4-20           |